# Wilhelm Bäumer (Architekt)
Wilhelm Sophonias Bäumer (* 18. April 1829 in Ravensburg; † 4. November 1895 in Straßburg) war ein württembergischer Architekt, Bauhistoriker und Hochschullehrer, der auch in Wien und Straßburg tätig war. Von 1878 bis 1883 war er Direktor der Großherzoglichen Badischen Baugewerkeschule in Karlsruhe.

## Leben
Wilhelm Bäumer studierte zunächst an der Polytechnischen Schule Stuttgart und gehörte dort 1847 zu den Gründern des Corps Stauffia. Er durchlief einige Praxisjahre in verschiedenen Baubüros. 1854 setzte er seine Ausbildung an der Pariser École des Beaux-Arts fort. Von 1858 bis 1869 war er Lehrer für Bauformenlehre und Baugeschichte an der Polytechnischen Schule Stuttgart. In dieser Funktion unternahm er zahlreiche Exkursionen und gab die von den Studenten angefertigten Bauaufnahmen als „Architektonische Reiseskizzen“ heraus.
1863 gründete Wilhelm Bäumer mit dem Stuttgarter Zeichner Julius Schnorr die Zeitschrift Gewerbehalle. Organ für den Fortschritt in allen Zweigen der Kunst-Industrie, mit der er die Absicht verfolgte, dem „Grundgesetz des Schönen“ im Bereich der industriellen Fertigung von Gebrauchsgegenständen zum Durchbruch zu verhelfen. Die Zeitschrift, die in sechs Sprachen übersetzt wurde, bot eine Fülle von Beispielen für Ornamente sowie Entwürfe von kunstgewerblichen Gegenständen wie Leuchter, Türbeschläge, Möbel, Essbestecke und  verschiedenste Ziergegenstände. Auch ein von Wilhelm Bäumer entworfenes Gartenhäuschen fand sich in dieser Zeitschrift. Ergänzt wurden die Musterzeichnungen durch Aufsätze von ihm und anderen Fachleuten zu diversen fachspezifischen Themen. Sein Interesse am Kunstgewerbe bewirkte, dass er sich für die Gründung einer Kunstgewerbeschule in Stuttgart einsetzte.
1869 wurde Wilhelm Bäumer von der Baudirektion der Nordwestbahn eingeladen, auf einem Teil des Geländes des Augartens im 2. Wiener Bezirk ein Projekt für die Errichtung des Personenbahnhofes der Nordwestbahn zu erstellen. Er legte im Jahr 1870 die Pläne für den Nordwestbahnhof vor (nicht zu verwechseln mit dem Nordbahnhof – beide Bahnhöfe sind nicht erhalten). Nachdem sie von der Baudirektion mit Zustimmung aufgenommen worden waren, verlegte er seinen Wohnsitz nach Wien, wo im gleichen Jahr mit den Bauarbeiten begonnen wurde. Während seines Aufenthalts in Österreich entwickelte er neben der Bauaufsicht bei der Errichtung des Bahnhofs auch im Wohnbau eine umfangreiche Tätigkeit. Er erbaute in Wien den großen Wohnhauskomplex im 2. Bezirk sowie einige Villen im Umfeld Wiens und in Kärnten.
Nach der Fertigstellung des Bahnhofs ging Wilhelm Bäumer wieder nach Stuttgart zurück, wo er als Privatarchitekt tätig war, bevor er 1878 die Direktorenstelle an der Großherzoglichen Badischen Baugewerkeschule in Karlsruhe erhielt. Seine unermüdliche Tätigkeit griff Bäumers Gesundheit erheblich an, sodass er sich veranlasst sah, die Anstellung 1883 zu kündigen. In Bad Freiersbach im Schwarzwald suchte er Erholung, konnte aber nicht untätig bleiben und gründete dort während seines Kuraufenthalts eine gewerbliche Fortbildungsschule. 1884 ließ er sich endgültig in Straßburg nieder, wo er als Privatdozent Vorlesungen an der Universität hielt und bis zu seinem Tod im 66. Lebensjahr auch als Architekt und Zeichenlehrer wirkte.

## Werk

### Bauten und Entwürfe
- 1868: Kursaal für Bad Imnau
- 1868–1869: Evangelische Christuskirche in Baiersbronn-Mitteltal[2] (Kameralamtsstil)[3]
- 1869: Entwurf für den Kursaal in Friedrichshafen
- vor 1871: Wohnhaus von Julius Schnorr, Stuttgart, Ecke Hermanns- und Augustenstraße[4]
- 1870–1873: Nordwestbahnhof Wien (ausgeführt gemeinsam mit Theodor Reuter)
- 1873–1875: Regierungsgebäude in Klagenfurt
- 1874: Villa Pongratz in Velden
- 1875: Villa Dr. von Mitscha in Hadersdorf bei Wien
- 1875: Villa Gross in Korneuburg
- 1876: Villa Bucher am Wörther See bei Klagenfurt (Wahrscheinlich bereits vor 1876 erbaut. Sie wurde 1876 im Jahrbuch des österreichischen Touristen-Clubs erwähnt und steht in Velden in der Villacher Straße 12.)

### Schriften
- Das bürgerliche Wohnhaus der Stadt bei den Griechen und Römern im 16.–19. Jahrhundert. Stuttgart 1862.
- Das ehemalige Lusthaus in Stuttgart. Stuttgart 1869.